# Toxic Crusaders (datorspel)
Toxic Crusaders är ett sidscrollande, beat 'em up-spel baserat på den amerikanska serien Toxic Crusaders från 1991, som i sin tur är baserad på filmen Toxic Avenger från 1984. Tose utvecklade spelet till NES, och 1992 kunde spelet utges av Bandai.

### Fotnoter
1. ↑  ”Toxic Crusaders”. NES DB. 26 juni 1992. Arkiverad från originalet den 18 juli 2016. https://web.archive.org/web/20160718135952/http://nesdb.se/game_more.php?id=1511&rid=1. Läst 18 juni 2014.